# Sebastião Cândido da Silva
Sebastião Cândido da Silva, mais conhecido por Zinho (Picuí, 17 de outubro de 1965), é um ex-futebolista e treinador de futebol brasileiro que atuava como atacante.
Jogou profissionalmente entre 1987 e 2005, com destaque para suas passagens por Sport, ABC e Portuguesa nas décadas de 1980 e 1990.

## Carreira
Embora seja paraibano de nascimento, Zinho iniciou sua carreira no futebol do Rio Grande do Norte, jogando por 2 equipes amadoras: o Ronamite e o Olaria, ambos do município de Carnaúba dos Dantas. A trajetória profissional iniciou-se já aos 21 anos, defendendo o ABC por 5 anos. No Mais Querido, foi artilheiro do Campeonato Potiguar e 1990 do campeão estadual em 1990. Em 1991, defendeu Mogi Mirim e Santa Cruz, assinando no mesmo ano com o Sport, pelo qual foi tricampeão pernambucano (1991, 1992 e 1994) e venceu ainda a Copa do Nordeste de 1994.
Zinho teve ainda destacada passagem na Portuguesa, onde foi vice-campeão brasileiro em 1996. Suas atuações na Lusa o credenciaram a uma possível convocação para a Copa de 1998, porém neste período ele já vestia as camisas de Bahia e Ponte Preta. Ele ainda jogaria por Araçatuba, São Caetano (onde foi novamente vice-campeão nacional, em 2000), Portuguesa Santista, Etti Jundiaí, Goiás, Ceará, União São João, Figueirense, Vila Nova, Campinense e Paranoá, encerrando sua carreira em 2005, no Picuí Club, onde também acumulava o cargo de presidente.

## Carreira de treinador
Em 2007, Zinho estreou como técnico de futebol no Nacional de Patos. Pelo Canário do Sertão, obteve um feito inédito ao levar o clube ao primeiro título estadual (o terceiro de um representante da região), repetindo os feitos de Sousa (1994) e Atlético de Cajazeiras (2002).

## O apelido
Durante sua passagem pelo São Caetano, Zinho recebeu o apelido de "Antonio Banderas do ABC", em resposta aos apelidos que recebia dos companheiros de time. O atacante afirmou em entrevista que se inspirou no ator espanhol para brincar com tal situação:

## Prisão
Em julho de 2016, Zinho foi preso por não ter pago a pensão alimentícia de sua filha, então com 17 anos de idade. A quantia era de 52 mil reais.

## Carreira política
Na eleições estaduais de 2018 na Paraíba, o ex-atacante foi candidato a deputado estadual pela Rede Sustentabilidade. Ele recebeu apenas 257 votos.

## Títulos
Sport
- Campeonato Pernambucano: 1991, 1992 e 1994
- Copa do Nordeste: 1994

ABC
- Campeonato Potiguar: 1990

### Individuais
- Artilheiro do Campeonato Potiguar: 1989 (18 gols)